# Rostoky (Wyschnyzja)
Rostoky (ukrainisch Розтоки; russisch Растоки Rastoki, rumänisch Răstoace, deutsch Rostoki) ist ein Dorf am Ufer des Tscheremosch im Westen der ukrainischen Oblast Tscherniwzi mit etwa 1500 Einwohnern (2001).

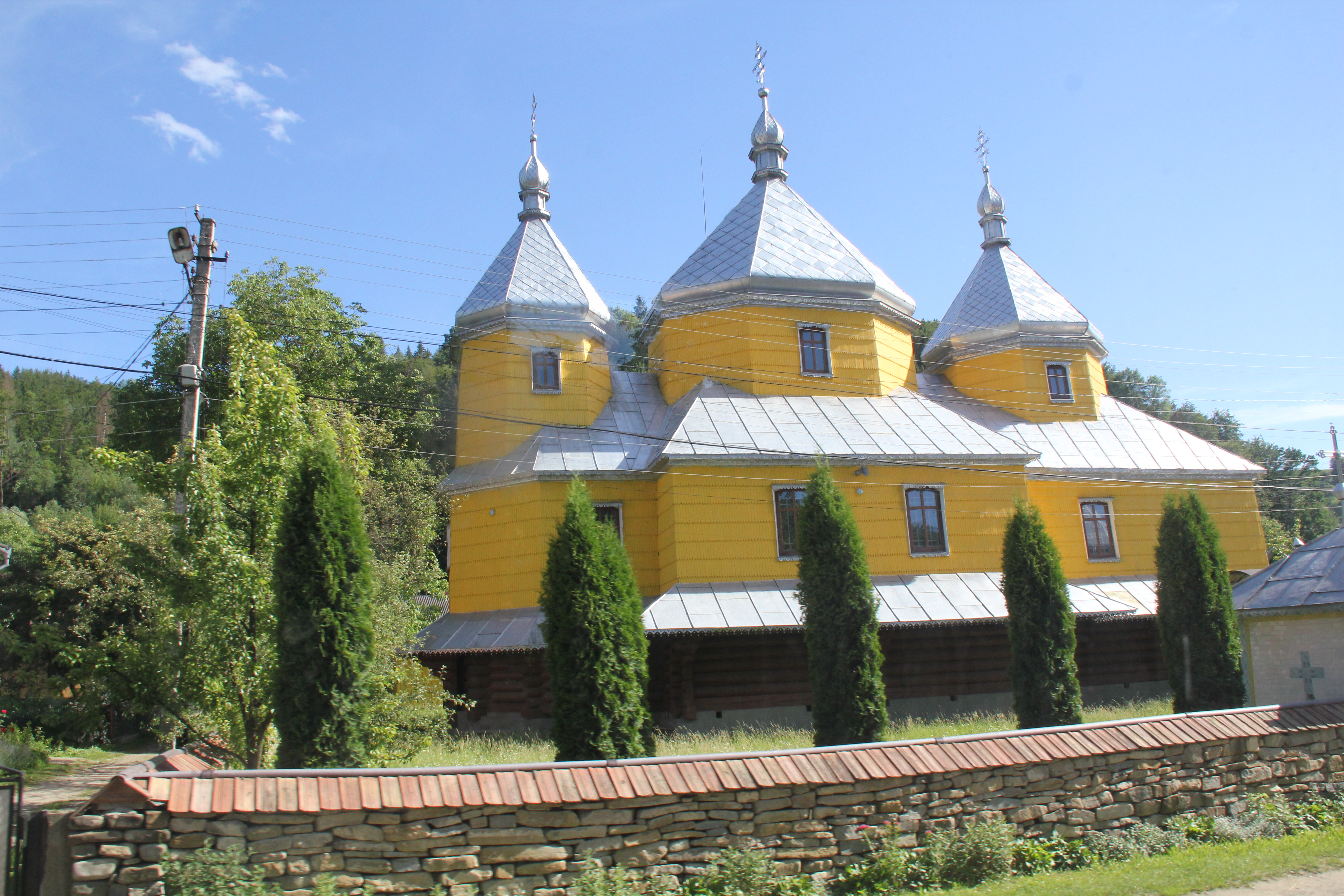
Mariä-Himmelfahrt-Kirche in Rostoky

Der Name der Ortschaft stammt vom Wort „rostok“ (розток), was die Verzweigung des Flusses in separate Flussarme bedeutet.
Das Dorf ist eines der kulturellen und kreativen Zentren der Karpatenregion. In der Mitte des Dorfes befindet sich links (südlich) der Hauptstraße die 1846 aus Fichtenbalken im Stil der bukowinischen Schule für Volksarchitektur erbaute Mariä-Himmelfahrt-Kirche. Die Holzkirche ist ein dreiteiliges, dreistöckiges Gebäude auf einem Steinfundament.

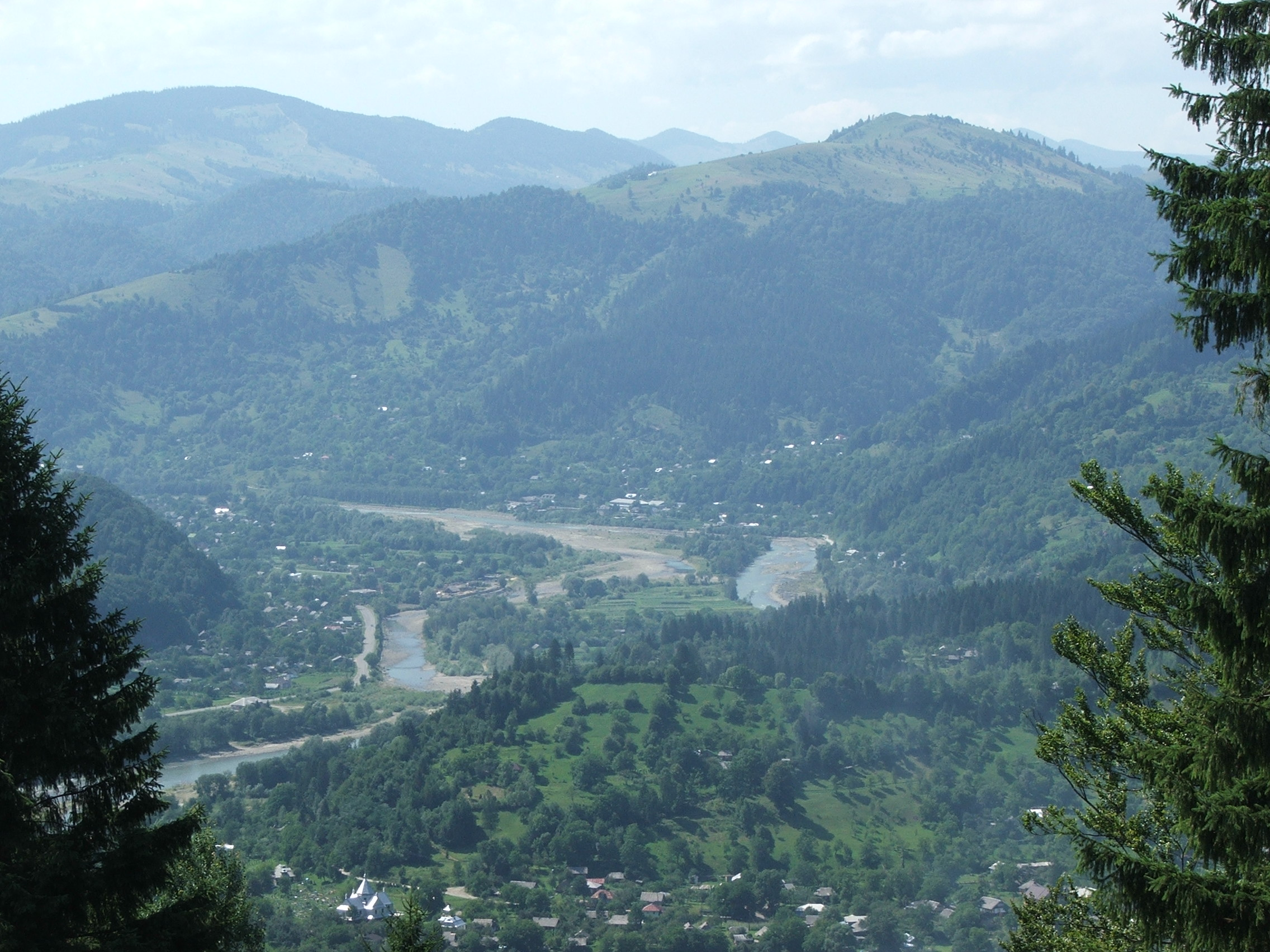
Blick ins Tal des Tscheremosch mit den beiden Dörfern Rostoky

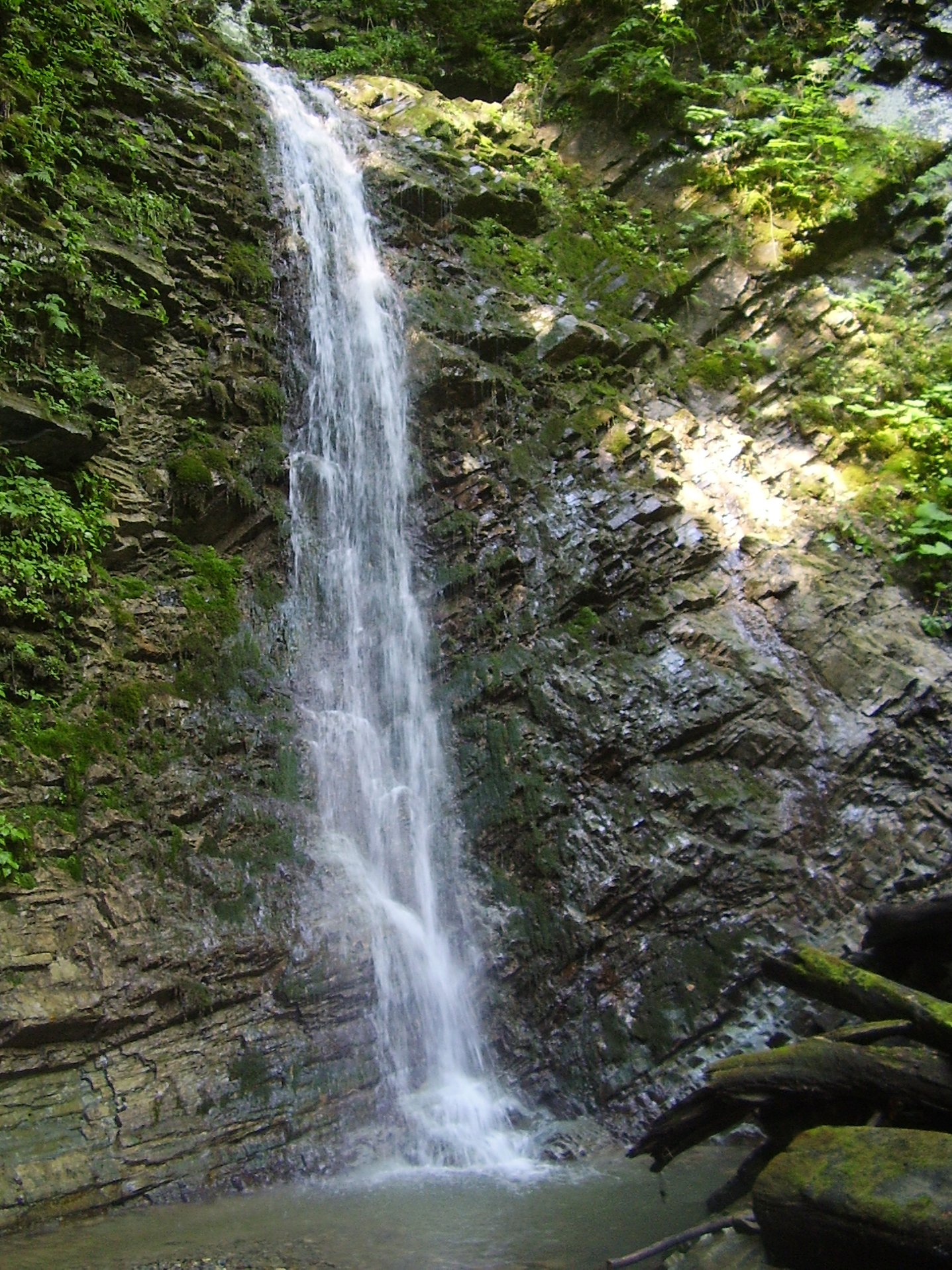
Bukowynischer Wasserfall

## Geografische Lage
Die Ortschaft liegt auf einer Höhe von 389 m am rechten Ufer des Tscheremosch, der die Grenze zwischen den historischen Landschaften Bukowina und Pokutien bildet. Am gegenüberliegenden Flussufer liegt in der Oblast Iwano-Frankiwsk das gleichnamige Dorf Rostoky mit etwa 2000 Einwohnern. Das ehemalige Rajonzentrum Putyla befindet sich etwa 30 km südlich und das Oblastzentrum Czernowitz etwa 80 km östlich von Rostoky. Unweit vom Dorf befinden sich in den angrenzenden Bergen der Waldkarpaten die „Bukowynischen Wasserfälle“ (Буковинські водоспади), eine Naturerbestätte der Ukraine.
Durch das Dorf verläuft die Territorialstraße T–26–01.

## Gemeinde
Am 12. August 2015 wurde das Dorf ein Teil der neu gegründeten Landgemeinde Ust-Putyla im Rajon Putyla, bis dahin bildete es zusammen mit den Dörfern Jamy (Ями, ⊙) mit etwa 200 Einwohnern, Okolena (Околена, ⊙) mit etwa 100 Einwohnern und Towarnyzja (Товарниця, ⊙) mit etwa 250 Einwohnern gehören die Landratsgemeinde Rostoky (Розтоківська сільська рада/Rostokiwska silska rada) im Norden des Rajons.
Seit dem 17. Juli 2020 ist der Ort ein Teil des Rajons Wyschnyzja.

## Geschichte
Die älteste schriftliche Erwähnung des Dorfes stammt von 1501, als die Grenze zwischen dem Königreich Polen und dem Fürstentum Moldau am Tscheremosch festgelegt wurde. Nach dem Friede von Küçük kam es 1774 mit der gesamten Bukowina vom Fürstentum Moldau an die Habsburgermonarchie. Zunächst unter Militärverwaltung, lag das Dorf anschließend im Kreis Czernowitz und daraufhin im Kreis Bukowina des Kronlandes Königreich Galizien und Lodomerien des Kaisertums Österreich. 1849 wurde es Teil des nun eigenen Kronlands Herzogtum Bukowina. Im Dezember 1843 wurde in Dorf ein Bauernaufstand durch eine Abteilung von 60 Soldaten unterdrückt. 1880 hatte Rostoky, zusammen mit den angrenzenden Weilern, 1323 Bewohner. Die Einwohnerzahl stieg bis zur Volkszählung von 1910 auf 2200 Menschen, von denen 1985 oder mehr als 90 Prozent Ukrainer waren.
Jurij Fedkowytsch und der Schriftsteller Danylo Charowjuk (Данило Юрійович Харов'юк; 1883–1916), der einige Zeit im Ort unterrichtet hat, haben viel dazu beigetragen, das kulturelle Niveau des Dorfes zu verbessern. Im Dorf arbeiteten zeitweise die Schriftstellerin und Schauspielerin Oleksa Remez (Олекса Ремез) und später die Dichterin Mykola Marfijewytsch (Микола Іванович Марфієвич; 1898–1967).
Während des Ersten Weltkriegs war die Ortschaft zweimal (1914 und 1916) von russischen Truppen besetzt. Nach dem Ersten Weltkrieg und dem Zerfall Österreich-Ungarns wurde das Dorf 1918 Bestandteil des Königreichs Rumänien, bis es nach der Annexion der Nordbukowina durch die Sowjetunion am 28. Juni 1940 von der Roten Armee besetzt wurde. Am 5. Juli 1941 eroberten deutsche und rumänische Truppen das Dorf, das nun bis zur Rückeroberung durch die Rote Armee im September 1944 Teil Großrumäniens war. Nach dem Zweiten Weltkrieg fiel Rostoky an die Sowjetunion, die es der Ukrainischen SSR anschloss. Mit dem Zerfall der Sowjetunion 1991 wurde das Dorf schließlich Teil der unabhängigen Ukraine.

## Söhne und Töchter der Ortschaft
- Maria Matios (* 19. Dezember 1959), Schriftstellerin und Politikerin